# 田中真帆
田中 真帆（たなか まほ、本名：同じ、4月2日生まれ - ） は、日本のプロスノーボーダー、プロウェイクボーダー、モデル。身長163cm、血液型はO型。「真帆」と名前で呼ばれることが多い。趣味は一人旅。

## 人物・略歴
横浜市出身。横浜市立鶴ヶ峯中学校卒業の神奈川県横浜市育ち。藤沢市のMISSやモデルの経験を生かし、活動の幅はとても広い。スノーボーダーとしては1999年に全日本選手権で優勝。スポーツ系のCMや広告モデルにも出演。
TBSテレビ「KUNOICHI」の第6回ファイナリストとして、更に第7回では唯一の3rdステージ進出となり、全国区に知られている。
現在は活動の幅を広げるべく個人での活動を開始。当時野球選手だったイチローの専属スノーボードコーチをしたことをきっかけにコーチ業も手がけている。
トレードマークのレッドヘアから心機一転ストレートヘアに。

## 仕事歴
- 1997年 - 苗場スキー場ポスター
- 1998年〜1999年 - 藤沢市の江ノ島観光協会ポスター
- 1998年〜2004年 - 水上奥利根スキー場ポスター
- 1999年 - 泉高原スプリングバレースキー場ポスター
- 2000年 - 赤倉くまどースキー場ポスター
- 2002年 - 岩手高原ポスター

### TV・ラジオ
- 1998年 - トゥナイト2（テレビ朝日）
- 2005年 - HONDA Movinyou (MTV)
- 2005年 - Msize (MTV)
- 2006年 - YAVIB (MTV)
- 2006年 - KUNOICHI finalステージ　史上7人目のファイナリスト(TBS)
- 2007年 - KUNOICHI 3rdステージ　最高成績優秀者(TBS)
- 2008年 - The Burn（FM横浜）